# Ju-on
Ju-on (呪怨 Juon?) es el título de una saga de películas de terror iniciada por el director japonés Takashi Shimizu.
La saga Ju-on se basa en una maldición originada en una casa en Nerima, Tokio, cuando Takeo Saeki, convencido de que su esposa Kayako lo estaba engañando con otro hombre, la asesinó brutalmente, así como a su hijo Toshio y al gato de este, en un ataque de celos. Las distintas películas se centran en la maldición de la familia Saeki y las terribles consecuencias de todo el que entra en contacto con ella.

## La maldición
El título de las películas se podría traducir como La Maldición o El Rencor. La historia es una variante de la temática de la clásica casa embrujada, así como de una creencia popular en Japón, "el fantasma vengativo" (onryō). Según la maldición de Ju-on, cuando una persona muere víctima de una profunda e intensa ira, nace una maldición. La maldición se instala en el lugar donde esa persona ha muerto o en los sitios que frecuentaba, y allí se repite. Todo aquel que se tope con la maldición, ya sea por haber entrado en el lugar maldito o por entrar en contacto con alguien ya maldito, resulta fatalmente afectado por la maldición, lo cual supone el origen de una nueva maldición y que pueda propagarse como un virus, incluso a otros lugares. El desenlace de la maldición es, inexorablemente, la muerte.

## Orígenes y evolución de la saga
Takashi Shimizu asistió a la Escuela de Cine de Tokio (la actual Tokyo Film Center School Of Arts, también FC Tokyo) donde estudió bajo la tutela del respetado guionista y director Kiyoshi Kurosawa. Kurosawa quedó impresionado por un corto de tres minutos escrito y dirigido por Shimizu. Cuando Kurosawa se enteró de que a un productor al que conocía se le acababa de encargar un largometraje de terror para Kansai Telecasting Corporation, recomendó a Shimizu para el trabajo de dirigir uno o más fragmentos de la película. Para cumplir el trabajo encomendado, Shimizu escribió varios guiones, cada uno de aproximadamente treinta minutos de duración, aunque solo se le pidió hacer dos breves cortos de tres minutos (Katasumi y 4444444444), ya que se pretendía que el telefilme fuese una antología de cortometrajes. Después de ser editados conjuntamente, la colección de cuatro cortos (uno de los cuales fue dirigido por Kurosawa) fue titulada como Gakkô no kaidan G. Fue retransmitida por primera vez en Kansai TV el 27 de septiembre de 1998.
Según el propio Shimizu, esos dos segmentos son realmente el origen de Ju-on y pueden entenderse como precuelas de toda la historia.
El director manifestó en una entrevista que por entonces tenía algunas ideas sueltas en la cabeza y que estaba muy influenciado por un buen número de películas y libros. Lo que le sirvió de inspiración para crear Ju-on fueron sus propias experiencias y miedos personales, especialmente de cuando era un niño. Mientras planeaba la película imaginó cómo podría hacerla realmente terrorífica. Se acordó de un grupo de baile Japonés que pintaban sus cuerpos desnudos y actuaban tal cual. La actuación le pareció aterradora y decidió "pintar" a sus fantasmas de blanco así como enseñar sus rostros. También mencionó que el creciente número de casos de abuso doméstico en Japón durante la producción de sus anteriores películas le proporcionó varias ideas para el origen de la historia.
Kurosawa ayudó a Shimizu como supervisor en la producción de dos largometrajes, ambos del año 2000, Ju-on: The Curse y Ju-on: The Curse 2, también conocidos como Ju-on y Ju-on 2, distribuidos directamente para vídeo (V-Cinema). Pronto se convirtieron en sleeper hits como el resultado del boca a boca. Tras el éxito de estas y el triunfo de Hideo Nakata con Ringu (1998), Kurosawa y el guionista de Ringu Hiroshi Takahashi ayudaron a Shimizu para llevar la serie Ju-on a los cines, con la película Ju-on: The Grudge en 2002. La película de cine retiene la premisa central de las películas direct-to-video, pero cuenta una historia diferente, de manera que no debe entenderse como un remake, sino más bien y en todo caso, como una secuela de las mismas. De hecho, se podría haber llamado perfectamente «Ju-on: The Curse 3» (o «Ju-on 3»), pues respeta rigurosamente tanto el origen de la maldición (o sea, la tragedia en la familia Saeki) tal cual se narra en las películas anteriores, como la trama de estas, sin que ningún elemento entre en conflicto con ellas, resultando totalmente compatible. Es más, su título temporal durante la producción (working title) fue justamente Ju-on 3. Es decir, lo que ocurre en «Ju-on: The Grudge» podría haber sucedido perfectamente y por ejemplo, dos años después de «Ju-on: The Curse 2». Se podría entender entonces como una "secuela independiente" o "secuela no continuista", pues si bien está ambientada en el mismo universo, no necesita de las anteriores para entenderse. Fue muy bien acogida por el público y la crítica, y pronto se convirtió en un fenómeno mundial. Este éxito masivo a todos los niveles hizo que la saga japonesa se readaptase a los gustos occidentales en la versión titulada The Grudge, que supondría el inicio de la serie de películas americanas.
Poco después del estreno de Ju-on: The Grudge se estrenó en cines su secuela Ju-on: The Grudge 2 (2003), que supuso el éxito definitivo de la serie. 
En el año 2009, coincidiendo con el décimo aniversario de la saga, se proyectó en los cines japoneses dos nuevas películas Ju-on: White Ghost y Ju-on: Black Ghost. Por primera vez desde que se iniciara la saga, Shimizu no se encargó de dirigir el rodaje de las cintas. En esta ocasión tal trabajo se encomendó a Ryuta Miyake y Mari Asato, respectivamente. No obstante se aseguró la presencia del director supervisando la producción de las mismas. A diferencia de todas las anteriores, la trama de estas películas se desviaba de la trágica historia de la familia Saeki, centrándose ahora en dos familias no relacionadas entre sí pero igualmente desdichadas. 
En 2014, se estrenó la séptima entrega de la serie japonesa —y la décima considerando la serie americana- titulada Ju-on: The Beginning of the End. Con Masayuki Ochiai como director y Takashige Ichise como productor, y un guion coescrito por ambos, la película se trata de un reboot de la saga, en la que se cuenta de manera diferente, con personajes distintos a excepción de la familia Saeki, el origen de la maldición. Un año después, en 2015, se estrenó la octava película Ju-on: The Final Curse como secuela de la anterior y aparentemente, tal y como reza su título, como última entrega de la saga.

## Películas de la sagaJu-on
| Año  | Título                          | Director        | Escritor(es)                     | Productor(es)                                                              |
| ---- | ------------------------------- | --------------- | -------------------------------- | -------------------------------------------------------------------------- |
| 1998 | Katasumi y 4444444444           | Takashi Shimizu | Takashi Shimizu                  | Yasuyuki Uemura                                                            |
| 2000 | Ju-on: The Curse                | Takashi Shimizu | Takashi Shimizu                  | Takashige Ichise                                                           |
| 2000 | Ju-on: The Curse 2              | Takashi Shimizu | Takashi Shimizu                  | Takashige Ichise                                                           |
| 2002 | Ju-on: The Grudge               | Takashi Shimizu | Takashi Shimizu                  | Takashige Ichise                                                           |
| 2003 | Ju-on: The Grudge 2             | Takashi Shimizu | Takashi Shimizu                  | Takashige Ichise                                                           |
| 2004 | The Grudge                      | Takashi Shimizu | Stephen Susco                    | Sam Raimi Robert Tapert                                                    |
| 2006 | The Grudge 2                    | Takashi Shimizu | Stephen Susco Takashi Shimizu    | Roy Lee Sam Raimi Robert Tapert                                            |
| 2009 | The Grudge 3                    | Toby Wilkins    | Bad Keenne                       | Takashi Shimizu Sam Raimi Robert G. Tapert Andrew Pfeffer Takashige Ichise |
| 2009 | Ju-on: White Ghost              | Ryuta Miyake    | Ryuta Miyake                     | Ryuta Miyake Takashi Shimizu                                               |
| 2009 | Ju-on: Black Ghost              | Mari Asato      | Mari Asato                       | Mari Asato Takashi Shimizu                                                 |
| 2014 | Ju-on: The Beginning of the End | Masayuki Ochiai | Masayuki Ochiai Takashige Ichise | Takashige Ichise                                                           |
| 2015 | Ju-on: The Final Curse          | Masayuki Ochiai | Masayuki Ochiai Takashige Ichise | Takashige Ichise                                                           |
| 2016 | Sadako vs. Kayako               | Kōji Shiraishi  | Kōji Shiraishi                   | Takashi Shimizu                                                            |
| 2020 | The Grudge                      | Nicolas Pesce   | Jeff Buhler Nicolas Pesce        | Sam Raimi Robert Tapert Takashige Ichise                                   |

     «Cortometrajes»      «directo a vídeo»

## Estilo
Si hay una característica primordial en las primeras películas de Ju-on es la sencillez, es decir, causar terror con una puesta en escena y unos efectos especiales tremendamente sobrios. Dicha sobriedad es un elemento característico de este tipo de cine popularizado a finales de los noventa. Desde la primera película, el director muestra los rasgos que caracterizarán toda la saga:
- Narración seriada: el estilo narrativo elegido por el director se efectúa por capítulos titulados por el nombre de un personaje.
- Caos temporal: los capítulos no se desarrollan por orden cronológico, algunos tienen lugar simultáneamente pero en escenarios distintos, o a veces se dan saltos al pasado o al futuro, lo cual puede resultar muy confuso para el espectador, pero también acrecienta la sensación de desconcierto y terror.
- Ausencia de un único protagonista: el estilo narrativo por capítulos implica que no haya un solo protagonista en la historia. De hecho, el protagonista de la saga es en realidad la casa maldita en la que vivieron los Saeki. Es el vínculo que une a todos los personajes que aparecen en el film entre sí y lo que todos ellos tienen en común.
- Sugerencia: todo se sugiere y se deja a interpretación del espectador, en ningún momento en Ju-on se da el argumento masticado, pues la película exige una participación activa en este sentido. Este elemento puede resultar también desconcertante para un espectador occidental, más acostumbrado a otro tipo de narración más ágil, puesto que Ju-on puede llegar en ocasiones a tener un ritmo lento.
- Cierto esteticismo: las películas son de bajo presupuesto —al menos en su inicio—, pero a pesar de ello, la aparición de los fantasmas se hace con un cierto cuidado estético. La caracterización de los fantasmas es la típica de este tipo de películas, lo que se aprecia especialmente en Kayako: cabello largo y negro, que a veces parece tener vida propia, y maquillaje exageradamente blanco, a veces azulado, a imitación de la caracterización de los fantasmas del teatro Kabuki. Este maquillaje los diferencia de las personas vivas, aunque Toshio aparece en ocasiones como si fuera un ser humano para engañar a sus víctimas. Con muy pocos medios consiguieron ser aterradores.
- Terror psicológico: se tiene un cuidado muy especial en la aparición de los fantasmas, tanto que cada vez que aparecen se indaga en los miedos comunes y se explotan al máximo en la película. Aunque se prefiere este terror psicológico con las muertes fuera de campo, las imágenes violentas y sangrientas también aparecen en momentos puntuales de la saga, lo cual aumenta el impacto que consiguen cuando tienen lugar, consiguiéndose un equilibrio perfecto entre estas dos maneras de producir miedo o inquietud al espectador.
- Pocos escenarios: se hace uso de un número muy limitado de lugares en los que se desarrollan los principales acontecimientos.

Todos estos elementos suponen un importante abaratamiento de costes. Escenarios, actores, maquillaje y efectos especiales se ven muy reducidos; de ahí el atractivo que supuso continuar la serie. Lógicamente con el suceder de películas estos rasgos se fueron sofisticando, empleando más locaciones, mejores efectos e imágenes más elaboradas, a medida que se disponía de más y mejores medios. No obstante, la presencia de Takashi Shimizu en todas las películas, bien en la dirección o bien supervisando la producción, excepto en el reboot compuesto por Ju-on: The Beginning of the End y The Final Curse donde no participa en absoluto, aseguró que la esencia original de la saga se mantuviera en ellas.
Por estas razones, y aunque Ju-on tenga un argumento tradicional, la forma de llevarlo a cabo es diferente; el planteamiento de Ju-on es sencillo pero eficaz, y es ahí precisamente donde se halla la razón de su éxito y su repercusión.

## Familia Saeki - Intérpretes
| Año  | Película                        | Personaje     | Personaje         | Personaje         |
| Año  | Película                        | Kayako        | Toshio            | Takeo             |
| ---- | ------------------------------- | ------------- | ----------------- | ----------------- |
| 1998 | Katasumi y 4444444444           | Takako Fuji   | Daiki Sawada      |                   |
| 2000 | Ju-on: The Curse                | Takako Fuji   | Ryōta Koyama      | Takashi Matsuyama |
| 2000 | Ju-on: The Curse 2              | Takako Fuji   | Ryōta Koyama      | Takashi Matsuyama |
| 2002 | Ju-on: The Grudge               | Takako Fuji   | Yūya Ozeki        | Takashi Matsuyama |
| 2003 | Ju-on: The Grudge 2             | Takako Fuji   | Yūya Ozeki        |                   |
| 2009 | Ju-on: White Ghost              |               | Shūsei Uto        |                   |
| 2009 | Ju-on: Black Ghost              |               | Shūsei Uto        |                   |
| 2014 | Ju-on: The Beginning of the End | Misaki Saisho | Kai Kobayashi     | Yasuhito Hida     |
| 2015 | Ju-on: The Final Curse          | Misaki Saisho | Kai Kobayashi     | Yasuhito Hida     |
| 2016 | Sadako vs. Kayako               | Runa Endo     | Rintaro Shibamoto |                   |

1. ↑  En Ju-on: The Grudge 2 la "pequeña Kayako" que aparece en la secuencia final es interpretada por las hermanas Yuu y Sakura Kamata.
2. ↑  En realidad Takeo solo aparece en una breve escena que pertenece a la película anterior a modo de flashback, ahora ligeramente extendida, y en alguna fotografía.

## Serie
En 2020 se estrenó la serie japonesa Ju-on: Origins, en la plataforma Netflix, siendo la primera serie de todo el universo Ju-on.

## Literatura
Entre 2003 y 2015, la editorial japonesa Kadokawa Shoten publicó varias adaptaciones con soporte en papel de la saga Ju-on.

### Novelas
- 2003: se publicaron las dos primeras adaptaciones de la saga. La primera novela, Ju-on, desarrollaba hechos y personajes de Ju-on: The Curse, The Curse 2 y Ju-on: The Grudge. La segunda novela, Ju-on 2, narraba los sucesos de Ju-on: The Grudge 2.
- 2009: adaptaciones de Ju-on: White Ghost y Black Ghost.
- 2014: adaptación de Ju-on: The Beginning of the End.

Todas ellas fueron escritas por Kei Oishi. Tan solo la primera novela Ju-on (2003) fue traducida al inglés por la editorial Dark Horse en Norteamérica, publicada en 2006.
- 2015: adaptación de Ju-on: The Final Curse. En esta ocasión el autor fue Horie Junko.

### Cómics
En 2003 se publicaron en Japón dos adaptaciones a manga de la saga Ju-on tituladas Ju-on: Video Side y Ju-on: Vol. 2.  En formato de novela gráfica en blanco y negro, los cómics narran hechos de la saga que fueron omitidos en las novelas.
En España fueron publicados en 2005 por la editorial Planeta DeAgostini (actualmente se encuentran descatalogados), mientras que en Norteamérica la editorial Dark Horse hizo lo propio en 2006, a mano del ilustrador Miki Rinno.

## Videojuegos
- Ju-on The Grudge (videojuego)